# أبرز
أبرز قرية سوريّة تتبع إداريّاً لمحافظة حلب منطقة عفرين ناحية معبطلي، بلغ تعداد سكانها 473 نسمة حسب التعداد السكاني لعام 2004.